# Vernon A. Walters

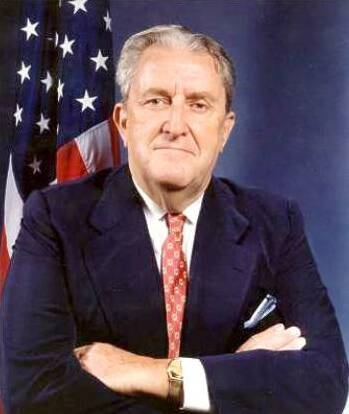
Walters als Botschafter der Vereinigten Staaten

Vernon Anthony Walters (* 3. Januar 1917 in New York; † 10. Februar 2002 in West Palm Beach, Florida) war ein US-amerikanischer Soldat, Nachrichtendienstler und Diplomat. Er diente über fünf Jahrzehnte lang acht verschiedenen US-Präsidenten als antikommunistischer Kämpfer im Kalten Krieg, zunächst in ausführender Rolle, später als Planer von offenen und verdeckten Aktionen und Verhandlungen in aller Welt.
In die öffentliche Wahrnehmung geriet Walters erst im letzten Drittel seiner Karriere, vor allem 1972–1976 als stellvertretender Direktor der Central Intelligence Agency (CIA), 1985–1989 als Botschafter bei den Vereinten Nationen und 1989–1991 als Botschafter in der Bundesrepublik Deutschland während der Deutschen Wiedervereinigung.

## Leben

### Herkunft und Privates
Walters wurde in New York als Sohn britischer Einwanderer geboren und lebte während seiner Kindheit und Jugend mit seinen Eltern ab 1923 in Frankreich und ab 1928 in Großbritannien. Fünf Jahre lang besuchte er das Stonyhurst College, ein Jesuiten-Internat in Lancashire, England. Er sprach schon als Kind sechs westeuropäische Sprachen fließend und erwarb später zudem hervorragende Russisch- und grundlegende Chinesisch-Kenntnisse. Mit 16 Jahren kehrte er ohne formalen Schulabschluss in die USA zurück und arbeitete im Versicherungsbüro seines Vaters, insbesondere als Schadensermittler.
Der gläubige Katholik ging nach Möglichkeit auch auf Reisen täglich zur Messe. Walters war nie verheiratet und es gibt auch keine Hinweise darauf, dass er jemals eine sexuelle Beziehung zu einer Frau oder einem Mann gehabt hätte. In seinen Erinnerungen gab er für das Jahr 1942 an, keine sexuelle Beziehung unterhalten zu haben. Walters beschreibt auch, wie in den 1960er Jahren französische Nachrichtendienste mehrfach versucht hätten, ihn sowohl mit Frauen als auch Männern zu verführen, bis sie schließlich akzeptierten, dass Walters darauf nicht ansprach. Der Pfarrer einer Kirche, die er im Ruhestand regelmäßig besuchte, beschrieb ihn als „keuschen Junggesellen“.
Aus seinem Privatleben ist nur seine besondere Vorliebe für Schokolade bekannt, die er selbst in den knappen Zeiten beim Militär ständig gegen Zigaretten eintauschen wollte.

### Soldat im Zweiten Weltkrieg
1941 wurde Walters in die US-Armee eingezogen. Durch seine Sprachkenntnisse aufgefallen, wurde er im ersten Jahr zu einem Offizierslehrgang berufen. Zunächst als Militärpolizist ausgebildet, wechselte er früh zum militärischen Nachrichtendienst der US-Army. Dort wurde er in ständig wechselnden Verbindungsstäben, Einheiten, Ausbildungsstellen und als Dolmetscher eingesetzt. Eine seiner ersten Tätigkeiten war die Jagd auf vermeintliche deutsche Spione in Folge des Unternehmens Pastorius.
Nach Eintritt der USA in den Zweiten Weltkrieg am 11. Dezember 1941 nahm er 1942 bei Oran an der Operation Torch, der Invasion Französisch-Nordafrikas teil. Die dortigen französischen Kolonien standen unter Kontrolle des Vichy-Regimes, das mit dem Deutschen Reich kollaborierte. Aufgrund mutiger Einsätze und inoffizieller Verhandlungen mit den Franzosen wurde er mehrfach rasch befördert.
Er war an den Verhandlungen mit dem formal neutralen Portugal über die Nutzung der Azoren als Stützpunkt für die US-Luftstreitkräfte zum Schutz der Konvois über den Atlantik beteiligt und hatte Anteil daran, dass Brasilien mit einem Expeditionscorps in den Krieg eintrat. Im Stab der 5. US-Armee unter Generalleutnant Mark W. Clark war er den über 25.000 Brasilianern des Força Expedicionária Brasileira als Verbindungsoffizier zugeteilt und verbrachte das Jahr 1944 an der italienischen Front, wo er bei einer Explosion verwundet wurde. Im Juni 1944 war er persönlicher Adjutant von General Clark beim Einmarsch in Rom. Kurzzeitig diente er als Dolmetscher für US-Präsident Harry S. Truman.
Auf diesen Positionen knüpfte Walters zu Offizieren verschiedener alliierter Armeen, die in der Nachkriegszeit hochrangige Positionen in Militär oder Politik ihrer Länder erreichten, persönliche Beziehungen.

### Brasilien, Marshallplan und Weißes Haus
Am Ende des Zweiten Weltkriegs standen die brasilianischen Armeeeinheiten mit Walters bei Genua. Er wurde noch im Jahr 1945 als stellvertretender Militärattaché an die US-Botschaft in Rio de Janeiro versetzt. 1948 wurde er Mitglied des persönlichen Stabes von Averell Harriman, der in Paris das Hauptquartier zur Durchführung des Marshallplans aufbaute. Mit Harriman reiste Walters mehrfach in alle beteiligten Staaten, darunter auch Griechenland. Dort war der Zweite Weltkrieg beinahe nahtlos in den Griechischen Bürgerkrieg zwischen der offiziellen, von den Westalliierten gestützten Regierung und den linksgerichteten, von den Kommunisten dominierten Partisanen übergegangen. Letztere sahen sich um die Beteiligung an der Macht entsprechend ihrem Anteil am Kampf gegen die Deutschen und ihrem Rückhalt in der Bevölkerung gebracht.
Als Harriman 1949 zum Berater und internationalen Troubleshooter (Krisenmanager) von Präsident Truman berufen wurde, blieb Walters in seinem Stab und arbeitete als Berater und Dolmetscher im Weißen Haus. Als ein Grund für seinen weiteren Aufstieg gilt seine Verbindung mit Fritz G. A. Kraemer, der ihn protegiert habe. 1950 reiste Walters mit Truman und Harriman zu einem Treffen mit US-General Douglas MacArthur, um Meinungsverschiedenheiten über die Strategie im Koreakrieg beizulegen. Kurzzeitig wurde Walters in Korea zum ständigen Verbindungsmann zwischen MacArthur und dem Weißen Haus eingesetzt. Seine Aufgabe war es, den wenig kooperativen Oberbefehlshaber, der insbesondere gegen den erklärten Willen der politischen Führung den massiven Einsatz von Napalm und Atomwaffen forderte, enger an Washington zu binden.

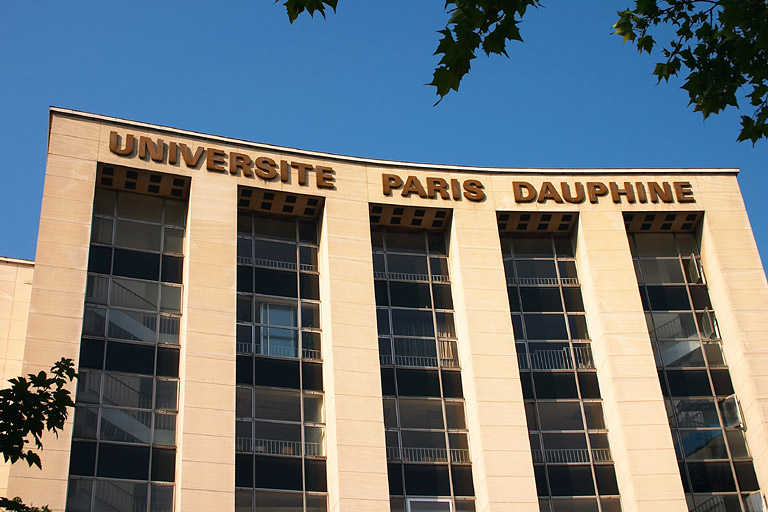
Universität Paris-Dauphine im ehemaligen NATO-Hauptquartier

### NATO, Iran und wieder im Weißen Haus
1951 warb General Dwight D. Eisenhower Walters in seinen Dolmetscher- und Beraterstab beim Aufbau des neuen NATO-Hauptquartiers SHAPE in Paris ab.
Unmittelbar nachdem Walters diesen Posten angetreten hatte, lieh Harriman sich seinen ehemaligen Mitarbeiter noch einmal für eine schwierige Mission aus. In Kooperation mit den Briten verhandelte Harriman mit dem iranischen Premierminister Mohammad Mossadegh über eine Entschädigung für die Enteignung und Verstaatlichung der Anglo-Iranian Oil Company. Nachdem diese Verhandlungen erfolglos blieben, überzeugten die USA 1953 Schah Mohammad Reza Pahlavi, von seinem verfassungsmäßigen Recht Gebrauch zu machen und seinen Premierminister abzusetzen. Die CIA unterstützte die Absetzung Mossadeghs mit der Operation Ajax.
Zurück im NATO-Hauptquartier in Paris diente Walters in der Protokollabteilung als Assistent Eisenhowers und nach dessen Wahl zum US-Präsidenten im November 1953 formal in der Abteilung für Logistik und Beschaffung, einer Position, die seiner Qualifikation nicht entsprach. Jedoch nahm er in dieser Zeit nach eigenen Aussagen an nachrichtendienstlichen Schulungen teil.
Ab 1955 arbeitete Walters wieder in Washington bei der ständigen NATO-Gruppe. Zugleich war er Dolmetscher für Präsident Eisenhower und Vizepräsident Richard Nixon. Für Eisenhower übersetzte er bei Staatsbesuchen und internationalen Konferenzen, so bei den Vier-Mächte-Konferenzen 1955 in Genf und 1960 in Paris, welche vom „U-2-Zwischenfall“ um den Abschuss von Gary Powers überschattet wurde. Nixon begleitete er 1958 auf einem umstrittenen Staatsbesuch quer durch Südamerika. In Caracas, Venezuela kam es dabei zu gewaltsamen Ausschreitungen. In seinen Memoiren lobte Walters Nixons persönlichen Mut und die Entschlossenheit, die dieser damals gezeigt habe.

### Militärattaché
In den 1960er Jahren machte Walters Karriere als Militärattaché an verschiedenen US-Botschaften in Europa und Südamerika.

#### Rom
Ab 1960 hielt Walters in Italien den Kontakt zum italienischen Heer. Dieses wurde nach dem Zweiten Weltkrieg mit massiver Hilfe der USA und der NATO ausgebaut und hatte hohen Koordinierungsbedarf. Walters traf in Rom auch wieder auf den Leiter des italienischen Nachrichtendienstes SIFAR, General Giovanni De Lorenzo, mit dem ihn eine persönliche Freundschaft aus dem Zweiten Weltkrieg verband.
De Lorenzo arbeitete zu dieser Zeit unter dem Codenamen „Piano Solo“ den Plan für einen Staatsstreich für den Fall einer Regierungsbeteiligung der italienischen Eurokommunisten aus. Über eine eventuelle Beteiligung Walters an den Plänen gibt es unterschiedliche Angaben. Zeugen sagten aus, dass Walters bei einem Treffen in der US-Botschaft den Einsatz amerikanischer Truppen zur Unterstützung des Staatsstreiches vorschlug. Es gab auch direkte Hinweise auf eine Beteiligung der NATO/CIA-Geheimorganisation Gladio und der katholischen, rechtsextremistischen und mit der Mafia verflochtenen Untergrundbewegung rund um die Geheimloge Propaganda Due. Untersuchungsakten aus dem Jahr 1967, die 1991 freigegeben wurden, bestätigen die Planungen und erwähnen frühzeitige Informationen an US-Diplomaten, widersprechen aber der These, dass amerikanische Behörden und Walters an den Vorbereitungen oder überhaupt inhaltlich beteiligt gewesen wären.

#### Brasilia
Ende 1962 wurde Walters wieder nach Brasilien versetzt und nahm die Position des Militärattachés an der US-Botschaft in Brasília ein. Präsident John F. Kennedy hatte ihn auf Vorschlag von Botschafter Lincoln Gordon und dem außenpolitischen Berater im Weißen Haus, Richard Goodwin, persönlich für den Posten nominiert. Offiziell gab ihm Botschafter Gordon am ersten Tag den Auftrag:
Von Ihnen erwarte ich drei Dinge: Erstens will ich wissen, was in den Streitkräften vor sich geht; zweitens will ich durch Sie einen gewissen Einfluss auf sie ausüben; und drittens – das ist das Wichtigste – verschonen Sie mich mit Überraschungen!
Dann gab er Walters Hintergrundinformationen über die sich gerade entwickelnde Kubakrise.
Walters stand zu diesem Zeitpunkt bereits unter der Beobachtung der östlichen Nachrichtendienste. Eine kommunistische Zeitung in Brasilien hieß ihn als „Chefspezialist des Pentagon für Militärputsche“ willkommen und brachte ihn mit dem Putsch gegen König Faruq von Ägypten 1952, Präsident Arturo Frondizi in Argentinien und Präsident Manuel Prado y Ugarteche in Peru 1962 in Verbindung. Sein Auftrag sei, „Präsident João Goulart zu stürzen und durch eine Marionetten-Regierung der USA zu ersetzen“ Walters wies die Vorwürfe zurück und verwies darauf, dass das brasilianische Volk zu stolz sei, um die Einmischung eines Ausländers zu akzeptieren.
Walters Kontakte zu den brasilianischen Militärs waren exzellent. Allein 13 Offiziere, die er aus seiner Zeit in Italien persönlich kannte, waren mittlerweile zu Generälen aufgestiegen. Enge persönliche Freunde waren der Armeestabschef General Humberto Castelo Branco und der Leiter des Militärgeheimdienstes General Golbery do Couto e Silva.
Die innenpolitische Lage in Brasilien verschlechterte sich in den nächsten Jahren deutlich. Gesellschaftliche Spannungen entstanden aus dem sozialen Ungleichgewicht zwischen Kleinbauern und Landlosen gegenüber Latifundistas (Großgrundbesitzern). Die USA und Walters sahen überall kommunistische Einflüsse am Werk, die ihre Interessen insbesondere an den Rohstoffen des Landes gefährdeten. Nach dem Tod Kennedys wurde die CIA durch seinen Nachfolger Lyndon B. Johnson ermächtigt, eine antikommunistische Bewegung in der Landbevölkerung zu fördern. Eine Landreform zu Lasten der Großgrundbesitzer und die Versetzung einiger ultrakonservativer Offiziere vom Generalstab auf unwichtige Posten lösten in Washington, konservativen Kreisen und im Militär Ängste vor einem „zweiten Kuba“ oder „zweiten China“ aus.
Ostern 1964 putschten Generäle gegen Präsident Goulart. General Castelo Branco wurde nach einer kurzen Übergangsfrist zum neuen Staatspräsidenten ernannt. Für den Fall eines Bürgerkriegs hatten die USA schon im Vorfeld des Putsches eine Einsatzgruppe der US-Marines, ein Tankschiff mit Panzer- und Flugzeugtreibstoff und ein Flugzeug mit Munitionslieferungen bereitgestellt. Walters behauptete 1975 in einer Anhörung vor dem Church Committee des US-Kongress, dass er, obwohl Militärattaché, von diesen Vorbereitungen nichts gewusst habe. Diese Aussage war nach später freigegebenen Dokumenten eine offene Lüge. Er berichtete am 30. März 1964 nach Washington, dass er sich in der Nacht mit den Verschwörern getroffen hatte und der Putsch auf ein Signal warte, das in derselben Woche erwartet würde. Aus dem Bericht geht hervor, dass Walters voll in die Vorbereitungen des Putsches eingebunden war. Er kannte die Kommunikation zwischen den Verschwörern im Oberkommando und den Truppenteilen und war informiert, wer unter welchen Umständen wie reagieren würde.

#### Paris
Im Jahr 1967 sollte Walters wieder nach Europa versetzt werden, diesmal als Militärattaché in Frankreich. Der Vietnamkrieg der USA war im Laufe des Jahres 1966 eskaliert, so dass die Beziehungen zu den ehemaligen Kolonialherren Indochinas elementar wichtig waren. Zur Vorbereitung ging Walters für vier Wochen nach Saigon, um Eindrücke von seinem nunmehr vierten Krieg aus erster Hand zu gewinnen. Im Nachhinein nannte er Vietnam „einen der nobelsten und selbstlosesten Kriege“, den die Vereinigten Staaten je geführt haben. In Paris angekommen, war seine Aufgabe zunächst, bei französischen Militärs alle erdenklichen Informationen über vietnamesische Offiziere, Waffen, militärische Einrichtungen und sonstige Anlagen zu beschaffen. Seine Bekanntschaft mit Staatspräsident Charles de Gaulle und Georges Pompidou aus dem Zweiten Weltkrieg und seine früheren Parisaufenthalte erleichterten ihm seine Aufgaben, trotz des 1966 erfolgten Rückzugs Frankreichs aus der militärischen Struktur der NATO.
Im August 1969 etablierte Henry Kissinger, Sonderbotschafter des neuen US-Präsidenten Richard Nixon, Walters als Kommunikationsführer für Geheimverhandlungen mit der Regierung von Nordvietnam über die Pariser Botschaften. Nur mit Kenntnis des Staatspräsidenten Pompidou schmuggelte Walters Kissinger fünfzehnmal ins Land, sprach viele Male direkt mit Lê Đức Thọ und später auch mit den Vertretern Chinas über den Krieg in Asien. Über die mit seiner Hilfe etablierten Kanäle handelte Kissinger schließlich 1973 den Abzug der Amerikaner aus Vietnam aus.
Neben seinen regulären und geheimen Aufgaben in Paris setzte Nixon Walters als Sonderbotschafter ein. Er entsandte ihn 1971 zu einem inoffiziellen Besuch zum spanischen Diktator Francisco Franco, um die Planungen zu einem Übergang zur Demokratie nach Francos Tod zu beraten.
Außerdem begleitete Walters Präsident Nixon als Berater und Dolmetscher auf Staatsbesuchen in verschiedenen europäischen Ländern. Über Walters Qualität als Übersetzer sagte Charles de Gaulle damals zu Nixon: „Sie haben eine glänzende Rede gehalten, aber Ihr Dolmetscher war eloquent.“

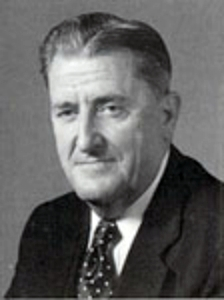
Vernon A. Walters 1972 als Stellvertretender Direktor der CIA

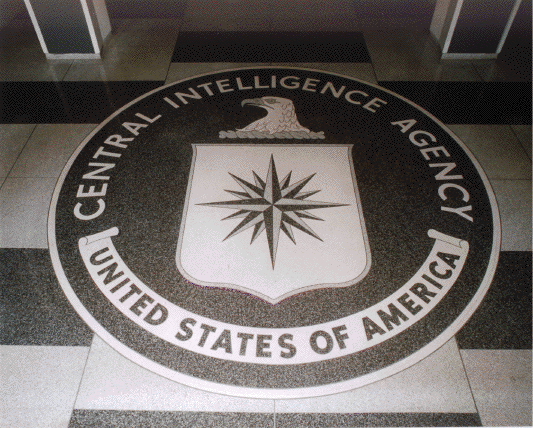
Emblem der CIA im Eingang zum Hauptquartier in Langley, Virginia

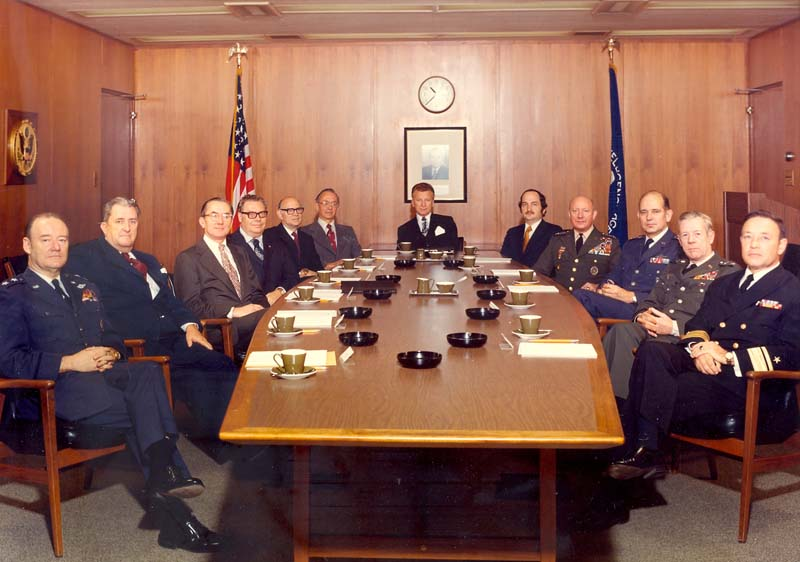
Generalleutnant Vernon A Walters (zweiter von links) auf einer Sitzung des Militärischen Nachrichtendienstausschusses MIB (Military Intelligence Board) 1973

### Stellvertretender Direktor der CIA
Anfang Mai 1972 wurde Walters von Präsident Nixon zum Deputy Director of Central Intelligence (DDCI) berufen. Als solcher war er der operative Leiter der Central Intelligence Agency (während der Direktor eine politische Position bekleidet). Obwohl Walters als Angehöriger des Militärischen Geheimdienstes Defense Intelligence Agency (DIA) bislang kein Angehöriger der CIA war, hatte er ausreichend enge Beziehungen, um die Leitung wahrzunehmen.
Während in Europa der Kalte Krieg und die Bedrohung durch die Sowjetunion in den 1970er Jahren zunehmend als weniger drängend wahrgenommen wurden, verlagerten sich die realen oder befürchteten Konflikte zwischen den Supermächten auf andere Teile der Welt. In Washington und Langley wurden Lateinamerika und Subsahara-Afrika als Schauplätze des Kampfes identifiziert. Kritiker werfen der US-Außenpolitik und insbesondere den Nachrichtendiensten vor, in „Schwarz-Weiß-Denken“ verfallen zu sein und demokratische Werte und Menschenrechte dem Kampf gegen den Kommunismus untergeordnet zu haben.
Walters erste Krise fand jedoch im eigenen Land statt. Am 17. Juni 1972 wurden fünf Personen bei einem Einbruch ins Hauptquartier der Demokratischen Partei im Washingtoner „Watergate-Hotel“ festgenommen, die sich als Mitarbeiter des Wahlkampfteams Nixons herausstellten. Einer von ihnen stand auch auf der Gehaltsliste der CIA. Als Ermittlungen des FBI schrittweise den Verbindungen der Einbrecher näherkamen und so drohten, die Brisanz der Watergate-Affäre zu enthüllen, machte Nixons Berater Harry Robbins Haldeman im Juni 1972 dem Präsidenten den Vorschlag, Walters den Auftrag zu geben, das FBI zu stoppen, und Nixon stimmte dem zu.
Nixons Berater John Ehrlichman und Haldeman diskutierten mit Walters, dass die CIA das FBI auffordern müsse, die Ermittlungen mit Hinweisen auf geheime Staatsinteressen einzustellen. Während Walters einige Tage lang versuchte, die Hintergründe aufzudecken, unternahm er es tatsächlich, das FBI zu bremsen. Bald war er aber nach seinen eigenen Aussagen überzeugt, dass es keine Staatsgeheimnisse zu schützen gab, und hatte persönlichen Anteil daran, dass sich die CIA anschließend aus der Affäre heraushielt. Nixon fühlte sich von der CIA verraten. Die Tonbandaufzeichnung des Gesprächs zwischen Haldemann und Nixon wurde im August 1973 im Rahmen der Ermittlungen als Transkript veröffentlicht. Unter der Bezeichnung Smoking Gun wurde es als unwiderlegbarer Beweis für den Missbrauch der Behörde zu politischen Zwecken angesehen. Der Präsident hatte keine Wahl mehr, als drei Tage später zurückzutreten.
Die nächsten Jahre gehörten zu den turbulenten Zeiten der CIA. Neben vielfältigen Aktionen im Ausland wurden durch die Ermittlungen rund um die Watergate-Affäre weitere Skandale der US-Nachrichtendienste CIA und FBI bekannt und führten erstmals zu ausführlichen Untersuchungen der Geheimdienstaktivitäten durch das Church Committee des US-Kongress. Walters war der konstante Faktor, als innerhalb weniger Jahre vier verschiedene Direktoren die politische Leitung der CIA innehatten – von Juli bis September 1973 amtierte er selbst als Director of Central Intelligence, weil der Posten unbesetzt war.
Mitte des Jahres 1973 kam es zu Geiselnahmen und der Ermordung amerikanischer Diplomaten im Libanon, die Walters veranlassten, zu Geheimverhandlungen mit Ali Hassan Salameh als Vertreter der PLO nach Marokko zu reisen.
Walters persönliche Verantwortung in dieser Zeit ist schwer zu beurteilen, Akten sind nur bruchstückhaft freigegeben und er schweigt in seinen Memoiren. Aufgrund seiner früheren Tätigkeiten ist aber anzunehmen, dass er sich in besonderem Maße für verdeckte Operationen in spanisch- und portugiesischsprachigen Ländern einsetzte. Und genau diese Regionen wurden in Walters Amtszeit zu besonderen Schwerpunkten der CIA.
Im September 1973 fand das „Project FUBELT“ der CIA seinen Abschluss: Unter der Führung von General Augusto Pinochet putschte die Armee in Chile gegen Präsident Salvador Allende. Dessen Sturz hatten die USA seit seiner Wahl 1970 geplant und durch eine Kombination von wirtschaftlichem Druck und direkter Unterstützung der Generäle durch DIA und CIA gefördert. Kissinger sagte kurz nach dem Sturz Allendes, sie (die USA) hätten es nicht (selbst) getan, aber die größtmöglichen Voraussetzungen geschaffen.
1974 stürzte die Nelkenrevolution in Portugal die Reste der Salazar-Diktatur: Die CIA koordinierte mit intensiver deutscher Beteiligung sofort eine massive Unterstützung der linksdemokratischen Kräfte unter Mário Soares gegen radikalere Kommunisten. Über die parteinahen Stiftungen der SPD und CDU flossen einige Millionen Mark aus Mitteln der CIA und des BND ins Land.

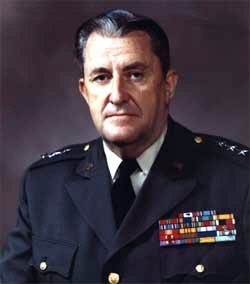
3-Sterne-General Vernon A. Walters 1976

Im folgenden Jahr intensivierte die CIA ihr Engagement in Subsahara-Afrika. Als Reaktion auf die Revolution in Portugal wurde Angola im November 1975 unabhängig, und sofort entbrannte ein Stellvertreterkrieg zwischen den USA und der Sowjetunion. Die USA und Südafrika unterstützten die UNITA von Jonas Savimbi gegen die marxistische MPLA, auf deren Seite bis zu 50.000 kubanische Soldaten kämpften.
Ende 1975 wurde die „Operation Condor“ zur Zusammenarbeit der Geheimdienste aus sechs lateinamerikanischen Staaten gegründet, die von Militärdiktaturen regiert wurden. Die CIA unterstützte die beteiligten Dienste technisch und logistisch und organisierte Schulungen in der School of the Americas. Schwerpunkt der Zusammenarbeit war die Verfolgung echter oder vermeintlicher Regimegegner in Lateinamerika und international. Die oft, aber nicht durchweg politisch links stehenden Verdächtigen wurden grenzüberschreitend überwacht, verfolgt und ermordet, im Fall des chilenischen Diplomaten und Ex-Außenministers Orlando Letelier sogar mit einer Autobombe in Washington, D.C.
Im März 1976 putschten in Argentinien Generäle, die teilweise von den USA ausgebildet worden waren und der CIA nahestanden. Sie errichteten eine Schreckensherrschaft mit 2.300 nachweislich Ermordeten, rund 10.000 Verhafteten und 20.000 bis 30.000 ohne nachweisliche Spur Verschwundenen. Die wirksame juristische Aufarbeitung dieser Verbrechen hat in vielen der Länder erst im 21. Jahrhundert begonnen.
Obwohl Walters als Antikommunist der Republikanischen Partei nahestand, betonte er, dass er unter Präsidenten beider US-Parteien gedient habe. Trotzdem trat er, als der Sieg des Demokraten Jimmy Carter im Laufe des Jahres 1976 absehbar war, nicht nur vom Führungsamt in der CIA zurück, sondern auch im Rang eines 3-Sterne-Generals (Lieutenant General) aus der US-Armee aus und nutzte seine Erfahrungen und Verbindungen als Unternehmensberater und Autor. Daneben unterrichtete er unregelmäßig an der School of the Americas.

### Sonderbotschafter unter Reagan
Ende 1980 wurde Präsident Jimmy Carter nach nur einer Amtszeit abgewählt. Sein Nachfolger Ronald Reagan bat Walters noch vor der Amtsübernahme um eine erste Geheimmission, ernannte ihn Anfang 1981 zum Sonderbotschafter und machte ihn zu seinem internationalen Troubleshooter.
Walters Aufgabenbereich war global. Im Auftrag Reagans reiste er um die Welt, überbrachte Diplomatische Noten, verhandelte in Krisen, baute persönliche Beziehungen aus und holte Geiseln in die USA zurück.
Gerne reiste er einen oder zwei Tage vor dem vereinbarten Termin ins Zielland ein, fuhr mit öffentlichen Verkehrsmitteln und unterhielt sich mit Busfahrern, um die Stimmung in der Bevölkerung zu erfassen. Bei anderen Gelegenheiten setzte er auf den größtmöglichen Effekt und flog mit einer Sondermaschine des US-Außenministeriums, um den Gastgebern die Bedeutung seines Anliegens zu vermitteln. Nach eigenen Aussagen reiste er ausschließlich unter seinem richtigen Namen.
Auch gegenüber schwierigen Verhandlungspartnern behielt er stets seinen Stil bei. Ein flexibler Verhandler, der seinen Gesprächspartner instinktiv einschätze und bei Bedarf auch unkonventionell ansprach. 1984 besuchte er zweimal den „Kleptokraten“ Präsident Mobutu Sese Seko in Zaire, um ihn zu Wirtschaftsreformen und Schuldentilgung im Rahmen des „Pariser Clubs“ sowie der weiteren Unterstützung der UNITA im benachbarten Angola zu bewegen. Walters schmeichelte dem exzentrischen Mobutu so sehr, dass US-Botschafter Grove für die weitere Zusammenarbeit das Schlimmste befürchtete, aber Walters hatte die Stimmung Mobutus richtig erfasst und hatte Erfolg. Später erklärte Walters dem Botschafter: „Wer denkt, Schmeichelei würde nicht funktionieren, dem wurde nie geschmeichelt.“
Zwei Hauptthemen beschäftigten Walters in dieser Zeit besonders: erstens der Bürgerkrieg in Nicaragua, bei dem die USA Partei für die Contra-Rebellen gegen die Sandinistas des gewählten Präsidenten Daniel Ortega ergriffen. Nachdem der US-Kongress die weitere Unterstützung der Contras mit dem Boland-Amendment untersagt hatte, entwickelte das Weiße Haus eine illegale Fortsetzung der Förderung, unter anderem finanziert durch geheime und illegale Waffengeschäfte mit dem Iran. Die daraus resultierende Iran-Contra-Affäre wurde 1986 zum größten Skandal in der Amtszeit Reagans.
Zweitens war ihm die Unterstützung der illegalen Gewerkschaftsbewegung Solidarność in Polen wichtig. Der engagierte Katholik Walters organisierte die Zusammenarbeit der USA mit Papst Johannes Paul II. zur Förderung der Untergrundarbeit während der Dauer des Kriegsrechts ab Dezember 1981. Er bat den Papst aber auch um Unterstützung in der amerikanischen Innenpolitik: 1982 sprachen sich die Bischöfe der Katholischen Kirche in den Vereinigten Staaten gegen die Atomrüstung aus und forderten einen auch einseitigen Verzicht auf jeden Einsatz gegen zivile Ziele. Nachdem Ende des Jahres Walters und Außenminister George Shultz den Papst aufforderten, mäßigend auf die Bischöfe einzuwirken, wurden die Sprecher der US-Bischofskonferenz nach Rom beordert, wo der Präfekt der Glaubenskongregation, Joseph Ratzinger, ihnen erklärte, sie wären zu solchen Aussagen nicht berechtigt. Der Einfluss war vergebens, im Februar 1983 stellten sich die Bischöfe auf die Seite der Freeze-Bewegung und verlangten in einem Hirtenbrief ein Einfrieren der Atomrüstung.
Wiederholt reiste er außerdem nach Lateinamerika. Eine seiner ersten Reisen führte ihn nach Guatemala, wo seit 30 Jahren Bürgerkrieg herrschte und die USA die ständig wechselnden Militärregierungen mit Waffen und Geld unterstützten. Walters verhandelte 1981 mit General Fernando Garcia, bevor ein von der CIA gestützter Putsch 1982 Efrain Ríos Montt an die Macht brachte. Auch hier brutalisierte sich die Militärdiktatur im Kampf gegen die Landbevölkerung, was an der massiven Unterstützung der USA für die Regierung kaum etwas änderte.
Anfang 1982 pendelte Walters zusammen mit US-Außenminister Alexander Haig zwischen Washington und Buenos Aires, um den Ausbruch des Falklandkriegs zu verhindern.
Im März 1982 entsandte Präsident Reagan Walters zum kubanischen Präsidenten Fidel Castro, um ihm ein Angebot zur Normalisierung der Beziehungen zu unterbreiten, wenn Kuba auf die Unterstützung kommunistischer Bewegungen in Lateinamerika verzichtet und politische Reformen im eigenen Land zulässt. Castro lehnte erwartungsgemäß entschieden ab.
Seit 1980 unterstützten die USA die Mudschahidin im seit 1979 von der Sowjetunion besetzten Afghanistan. Walters war am Ausbau der amerikanischen Zusammenarbeit mit Pakistan beteiligt, bei der insbesondere der pakistanische Nachrichtendienst ISI aufgebaut wurde, der in späteren Jahren die Entwicklung der Taliban aus dem islamistischen Flügel der Mudschahidin förderte.
1983 verübte der Islamische Dschihad einen verheerenden Anschlag auf die US-Marines-Barracks in Beirut, der Walters zu ausgiebigen Besuchen in der Region veranlasste.

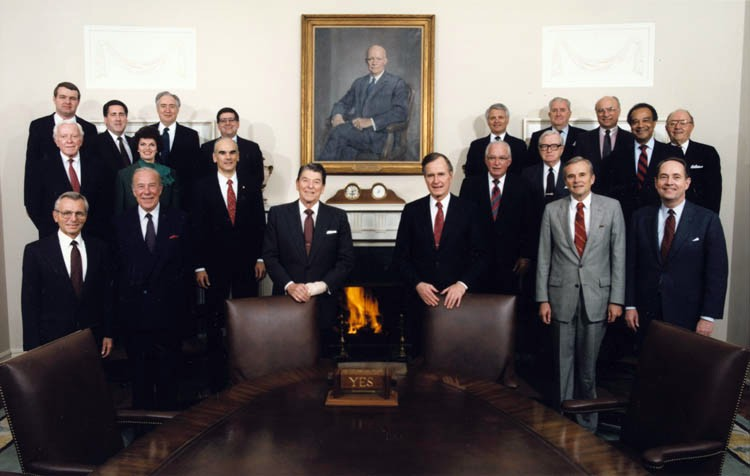
Walters im Kabinett Reagan (hintere Reihe, dritter v. r.)

### Botschafter bei den Vereinten Nationen
Im Februar 1985 berief Präsident Reagan Walters zum Botschafter bei den Vereinten Nationen in New York, eine Position, die damals dem Kabinett des Präsidenten angehörte. Damit endete seine intensive Reisetätigkeit nicht, sondern er machte es zu seinem Stil, wann immer möglich, wichtige Fragen und Konflikte bei der jeweiligen Regierung vor Ort zu klären. Von 1981 bis 1989 bereiste er so 142 der damals 159 Mitgliedstaaten der UNO.
Öffentlich wahrgenommen wurde Walters, als er 1986 vor der UNO die US-Luftangriffe auf Libyen (Operation El Dorado Canyon) als Vergeltung für einen Bombenanschlag in Berlin verteidigte.
Zu weiteren Schwerpunkten seiner Tätigkeit gehörten die
- Überwachung der Rüstungskontrollverträge mit der Sowjetunion,
- Verhandlungen in den Geiselkrisen des Jahres 1985 im Libanon,
- Internationale Zusammenarbeit im „Krieg gegen Drogen“,
- Verhandlungen über den Waffenstillstand 1988 im Ersten Golfkrieg zwischen Irak und Iran,
- Wahlen zur Vorbereitung der Unabhängigkeit Namibias von der Besetzung durch Südafrika und die
- internationale Beobachtung des Abzugs der sowjetischen Truppen aus Afghanistan.

Anders als seine Vorgänger trat Walters in der amerikanischen Öffentlichkeit als Verfechter der Vereinten Nationen auf und hatte so Anteil daran, dass die USA den Finanzboykott gegen die UNO aufgaben.

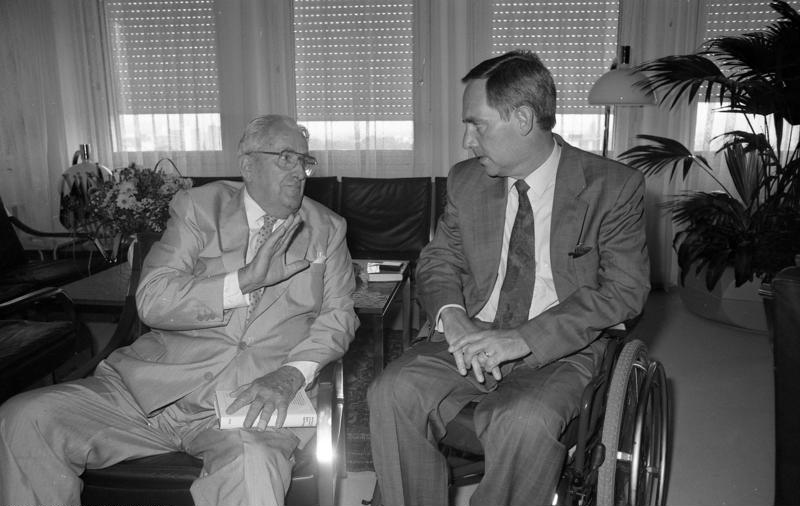
Walters im Gespräch mit Wolfgang Schäuble, 1991

### Botschafter in Deutschland
Anfang 1989 wurde George H. W. Bush als Präsident der USA vereidigt, der 1976 als Direktor der CIA und von 1981 bis 1988 als Vizepräsident und Koordinator der Außenpolitik unter Reagan Walters Vorgesetzter war. Er entsandte Walters als Botschafter der USA in der Bundesrepublik Deutschland nach Bonn.
Laut seinen Erinnerungen war die Stelle nicht als ruhiger Posten gedacht. Der designierte Außenminister James Baker habe ihm die Stelle mit den Worten „Dort wird es ums Ganze gehen“ angeboten, weil seit dem Amtsantritt Gorbatschows Veränderungen im Ostblock absehbar waren und die US-Botschaft in Bonn traditionell sowohl in politischer wie in nachrichtendienstlicher Hinsicht führend für die Beziehungen zu den ost-europäischen Satellitenstaaten war.
Walters führt in seinen Erinnerungen an, dass er nicht nur den Zusammenbruch der DDR, sondern auch die Möglichkeit einer schnellen Wiedervereinigung wesentlich früher erkannt habe als seine Vorgesetzten in Washington, als die deutsche Bundesregierung und insbesondere Moskau. Am 4. September 1989 machten seine Äußerungen eine Schlagzeile in der International Herald Tribune „Walters: German Unity Soon“. Die Öffnung der „Mauer“ am 9. November 1989 überraschte ihn nicht besonders. Am nächsten Morgen organisierte er ein Flugzeug für Bundeskanzler Helmut Kohl, damit dieser nach Berlin kommen konnte, war selbst vor Ort und besichtigte die Lage von einem Hubschrauber aus, bevor er an die Glienicker Brücke fuhr und dort mit Ost- und Westdeutschen sprach.
Walters führte in den folgenden Monaten für seine Regierung viele Verhandlungen im Rahmen der Deutschen Wiedervereinigung, insbesondere zur Vorbereitung des Zwei-plus-Vier-Vertrags. Über die Rolle Deutschlands sagte er:
Die Deutschen haben die Lektion der Geschichte gelernt und werden ihren Beitrag leisten, um die Welt von Furcht und Aggression freizuhalten.
Bonn war Walters’ letzter Posten im Dienst der USA. Im Juni 1991 kündigte er den Eintritt in den Ruhestand an. Nach dem Ausscheiden aus dem diplomatischen Dienst trat er als Redner und Autor an die Öffentlichkeit. Walters starb im Februar 2002 im Alter von 85 Jahren in West Palm Beach, Florida und wurde auf dem Nationalfriedhof Arlington begraben.

## Auszeichnungen
Vernon A. Walters war Träger der Army Distinguished Service Medal mit zwei Oak Leaf Clusters und der Legion of Honor-Auszeichnung, erhielt 1991 von Präsident Bush die Presidential Medal of Freedom verliehen und wurde in die Military Intelligence Hall of Fame aufgenommen. Er war ebenfalls Träger des Großen Verdienstkreuzes der Bundesrepublik Deutschland und mehrerer Kriegsauszeichnungen alliierter Nationen. 1991 wurde er mit der Lucius D. Clay Medaille geehrt. Walters wurde am 26. Juni 1991 stellvertretend für die Soldaten der US-Garnison seit Kriegsende und für seine Verhandlungen bei deren Abzug das Ehrenbürgerrecht der Stadt Neu-Ulm verliehen. Bei dieser Gelegenheit trug er sich auch in das Goldene Buch der Stadt Neu-Ulm ein.
Der deutsche Verein Atlantik-Brücke verlieh den Vernon A. Walters Award an eine deutsche oder amerikanische Persönlichkeit „in Anerkennung ihrer hervorragenden Verdienste um die deutsch-amerikanischen Beziehungen“.

## Zitate
- Ich werde nicht geschickt, wenn ein Erfolg wahrscheinlich ist. Eine meiner Hauptaufgaben ist es, die Letzte Ölung zu geben, kurz bevor der Patient stirbt. – Vernon A. Walters, 1989[25]
- Es wird im Jahr 3000 Probleme mit den Menschenrechten bei den Regierungen des Mars und des Mondes geben. Es gibt eben einige Probleme, die niemals gelöst werden. – Vernon A. Walters, 1981 in Guatemala, angesprochen auf die besondere Brutalität des guatemaltekischen Regimes.[26]
- Meine Überzeugung, dass die Vereinigten Staaten die einzige echte Chance sind, damit die Freiheit in dieser Welt überleben kann. – Vernon A. Walters, 1991 nach 50 Jahren im Dienst der USA auf die Frage, was ihn motiviere.[27]
- Er war großartig als unser James Bond. – Winston Lord, Präsident des Council on Foreign Relations über Walters Rolle bei den Geheimgesprächen mit Nordvietnam.[27]

## Publikationen
- In vertraulicher Mission (Originaltitel: Silent Mission. übersetzt von Hans-Ulrich Seebohm). Bechtle, Esslingen 1990, ISBN 3-7628-0490-7. (amerikanisches Original 1978) (Autobiografie bis 1976)
- Die Vereinigung war voraussehbar. übersetzt von Helmut Ettinger. Siedler, Berlin 1994, ISBN 3-88680-529-8. (über die Zeit als Botschafter in Deutschland)